# Cookie Jar Entertainment
A Cookie Jar Entertainment Inc. (também conhecida como Cookie Jar, anteriormente denominada Cinar) foi uma empresa canadense de produção e distribuição de mídia. A empresa foi fundada em 1976 como Cinar, um estúdio sediado em Montreal que esteve fortemente envolvido na produção de várias séries de desenhos animados. O modelo de negócios da empresa, que incluía o licenciamento de suas produções nos mercados educacionais, teve um impacto significativo em seu sucesso; em 1999, a Cinar detinha CA$ 1,5 bilhão no mercado geral de televisão infantil.
A partir da década de 2000, a Cinar tornou-se objeto de vários escândalos financeiros, incluindo acusações de que a empresa havia usado contas no exterior para transferir dinheiro para fora da empresa, acusações de plágio do conceito de uma de suas séries e de obscurecimento do envolvimento de roteiristas americanos em produções para continuar recebendo créditos tributários canadenses para produções domésticas. Mais de uma década depois, esses escândalos resultariam em acusações criminais, condenações e sentenças de prisão do co-fundador da empresa Ronald Weinberg e do diretor financeiro Hasanain Panju, entre outros dois suspeitos.
A Cinar foi vendida em 2004 por US$ 190 milhões a um grupo liderado pelo ex-fundador da Nelvana, Michael Hirsh, e o nome da empresa mudou para Cookie Jar Group. Em 2008, a Cookie Jar adquiriu a DiC Entertainment, expandindo seu catálogo de produções. Em 20 de agosto de 2012, a DHX Media (atual WildBrain) adquiriu a Cookie Jar por US$ 111 milhões. A aquisição foi completada em 22 de outubro de 2012.

## Programas

### Como CINAR
- Davi, o Gnomo (1985–2006) - SBT
- Ultra Seven (dublagem americana em parceria com Turner Broadcasting System) (1985) - Rede Tupi, Rede Record, TVS e Rede Brasil
- The Wonderful Wizard of Oz (1986–1987)
- Adventures of the Little Koala (1987–1993)
- Madeline (desenho animado) especiais de TV (1988–1991) - Canal Futura
- The Smoggies (1988)
- Samurai Warriors (nos Estados Unidos foi adaptado como "Ronin Warriors") (1988–1989) - Rede Manchete
- Happy Castle (1988–1989)
- C.L.Y.D.E. (1990–1991)
- Dr. Xargle (1991)
- O Jovem Robin Hood (1991–1992) - SBT
- 'A Bunch of Munsch (1992)
- Chip and Charlie (1992)
- A Verdadeira História de... (1992)
- A Lenda do Lobo Branco (1992–1994) - Rede Record
- Clube do Terror (1992-2000) - Rede Globo, Nickelodeon e Rede Record
- As Histórias do Papai Castor (1993–1994) - TV Cultura
- O Mundo Encantado de Richard Scarry (1993–1997) - Rede Record, Nickelodeon e Canal Futura
- The Intrepids (1993–1996)
- Albert the Fifth Musketeer (1994)
- Cat Tales (1994–1996)
- Robinson Sucroe (1994)
- A Casa de Wimzie (1995-1996) - Rede Record
- The Babaloos (1995–1999) - Cartoon Network
- Luluzinha (1995–1999) - Multishow, Rede Record, Cartoon Network, Rede Globo, Boomerang e NGT
- Night Hood (1996)
- Academia Estelar (1996-1998) - Nickelodeon
- Os Arquivos de Shelby Woo (1996-1998) - Nickelodeon
- The Wombles (1996–1998)
- Arthur (1996–presente) - Rede Record, Rede Globo, Cartoon Network, Boomerang e TV Cultura
- Ivanhoe The King's Knight (1997)
- Caillou (1997–2010) - TV Cultura, Discovery Kids, Canal Futura
- Patrol 03 (1997)
- Lassie (1997-1999) - Rede Record e Band
- Animal Crackers (1997–1999)
- Os Camundongos Aventureiros (1997–1999) - TV Cultura
- As Aventuras do Urso Paddington (1997–2001)
- Esquadrilha Aérea (1999) - Fox Kids e Rede Record
- Jornada para o Oeste a Lenda do Rei Macaco (1999) - Rede Record
- Mumble Bumble (1999)
- Ripley's Believe It or Not! (1999)
- The Baskervilles (1999–2001)
- Zoboomafoo (1999–2001) - Rede Record, Discovery Kids e TV Cultura
- Mona, a Vampiro (1999–2003) - Rede Record, Cartoon Network, Boomerang e TV Cultura
- As Misteriosas Aventuras da Senhorita Mallard (2000)
- Treasure (2000)
- The Twins (2000)
- Upstairs, Downstairs Bears (2000–2002)
- Simon in the Land of Chalk Drawings (2002)
- Batatas e dragões (2004–2010) - Rede Globo
- Escola do Espanto (2004) - Nickelodeon

### Como Cookie Jar
- Postcards from Buster (spin-off de Arthur) (2004–2008)
- The Doodlebops (2005–2007) - Discovery Kids
- Gerald McBoing-Boing (2005–2007) - Cartoon Network e Boomerang
- Johnny Test (2005–2008) - Cartoon Network
- Spider Riders (2006–2007)
- Pinky Dinky Doo (2006–2011) - Discovery Kids
- Nanoboy (2006–2009)
- Magi-Nation (2007–2008)
- Will e Dewitt (2007–2008) - Discovery Kids
- Busytown Mysteries (2007–2010)
- O Mundo de Quest (2008–2009) - Disney XD
- The Twisted Whiskers Show (2009–2010) - Discovery Kids
- Kung Fu Dino Posse (2009–2012)
- Noonbory and the Super Seven (2009)
- Umizoomi (2010–2015) - Nick Jr.
- Doodlebops Rockin' Road Show (2010–presente)
- Scan2Go (2010–2011)
- Strawberry Shortcake's Berry Bitty Adventures (2010–2015) - Discovery Kids
- The Small Giant (2010)
- MetaJets (2010)
- Mudpit (2011)
- Debra! (2011–2012)